# Eusirus holmii
Eusirus holmii is een vlokreeftensoort uit de familie van de Eusiridae. De wetenschappelijke naam van de soort is voor het eerst geldig gepubliceerd in 1887 door Hansen.